# Leptarciella kanongensis
Leptarciella kanongensis är en insektsart som beskrevs av Synave 1959. Leptarciella kanongensis ingår i släktet Leptarciella och familjen vedstritar. Inga underarter finns listade i Catalogue of Life.